# 兗濟道
兗濟道，中华民国初期设置的道，属山东省。
民国十四年（1925年）10月，奉系军阀、山东督办兼省长张宗昌废除袁世凯时代设置的山东四道（济南道、济宁道、东临道，胶东道），将山东省分为十一道。兗濟道由济宁道分置，道尹驻济宁县（今山东省济宁市）。辖济宁县、滋阳县、曲阜县、宁阳县、邹县、滕县、泗水县、汶上县、峄县、金乡县、嘉祥县、鱼台县等12县。辖境相当今山东济宁市、枣庄市、宁阳县等地。民国十七年（1928年）5月，国民革命军北伐後废。日伪时期又设兗濟道。